# Atopsyche clarkei
Atopsyche clarkei är en nattsländeart som beskrevs av Oliver S. Flint Jr. 1963. Atopsyche clarkei ingår i släktet Atopsyche och familjen Hydrobiosidae. Inga underarter finns listade i Catalogue of Life.